# Sharon Calahan
Sharon Calahan est une directrice de la photographie américaine, elle a notamment été engagée pour le tournage de Ratatouille, des Studios Pixar.

## Filmographie
- 1995 : Toy Story
- 1998 : 1 001 Pattes
- 1999 : Toy Story 2
- 2003 : Le Monde de Nemo
- 2007 : Ratatouille

## Distinction
- 2000 : Nommée au BAFTA Awards